# Boran-sur-Oise
Boran-sur-Oise ist eine französische Gemeinde mit 2135 Einwohnern (Stand 1. Januar 2022) im Département Oise in der Region Hauts-de-France. Sie gehört zum Arrondissement Senlis, zum Kanton Chantilly und zum Gemeindeverband TG. Die Einwohner nennen sich Boranais.

## Geografie
Die Gemeinde BorGan-sur-Oise liegt an der Oise und an der Grenze zum Département Val-d’Oise auf einer Höhe zwischen 24 und 103 m über dem Meer, zwölf Kilometer südwestlich von Creil. Das Gemeindegebiet umfasst 11,59 km² und ist Teil des Regionalen Naturparks Oise-Pays de France. Westlich grenzt der Flughafen Pontoise-Cormeilles-en-Vexin an, der zu den Aéroports de Paris gehört.

## Geschichte und Bauwerke
Der Ort wurde bereits im siebten Jahrhundert besiedelt. König Ludwig IX. errichtete hier im 13. Jahrhundert die Festung Morancy. Reste dieser Festung sind auch heute noch sichtbar.

## Bevölkerungsentwicklung
| Jahr                       | 1962 | 1968 | 1975 | 1982 | 1990 | 1999 | 2010 | 2021 |
| -------------------------- | ---- | ---- | ---- | ---- | ---- | ---- | ---- | ---- |
| Einwohner                  | 1474 | 1579 | 1606 | 1968 | 2141 | 2123 | 2099 | 2127 |
| Quellen: Cassini und INSEE |      |      |      |      |      |      |      |      |

## Sehenswürdigkeiten
- Kirche Saint-Vaast
- Schloss Morancy, ehemalige Festung

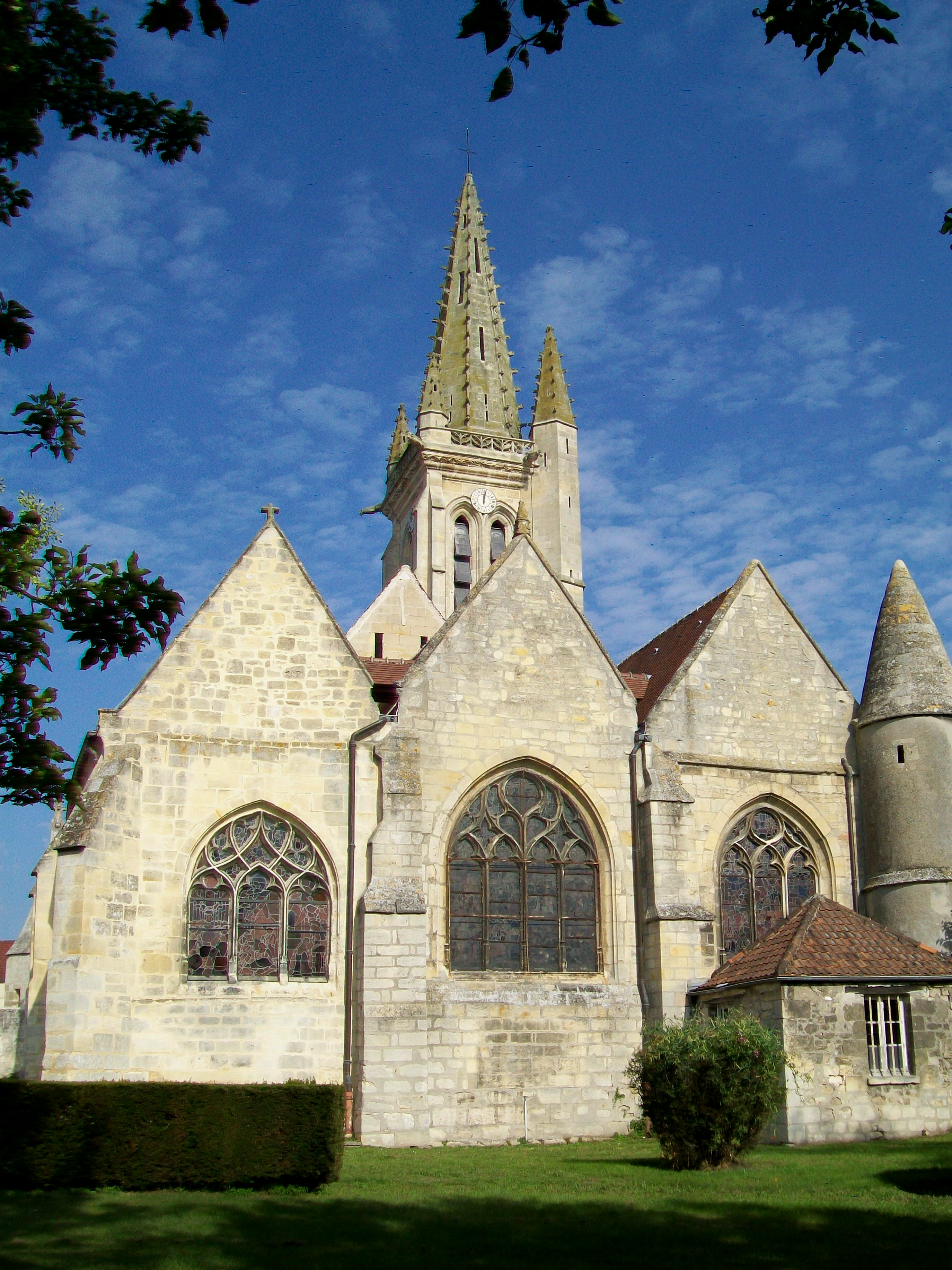
Kirche Saint-Vaast
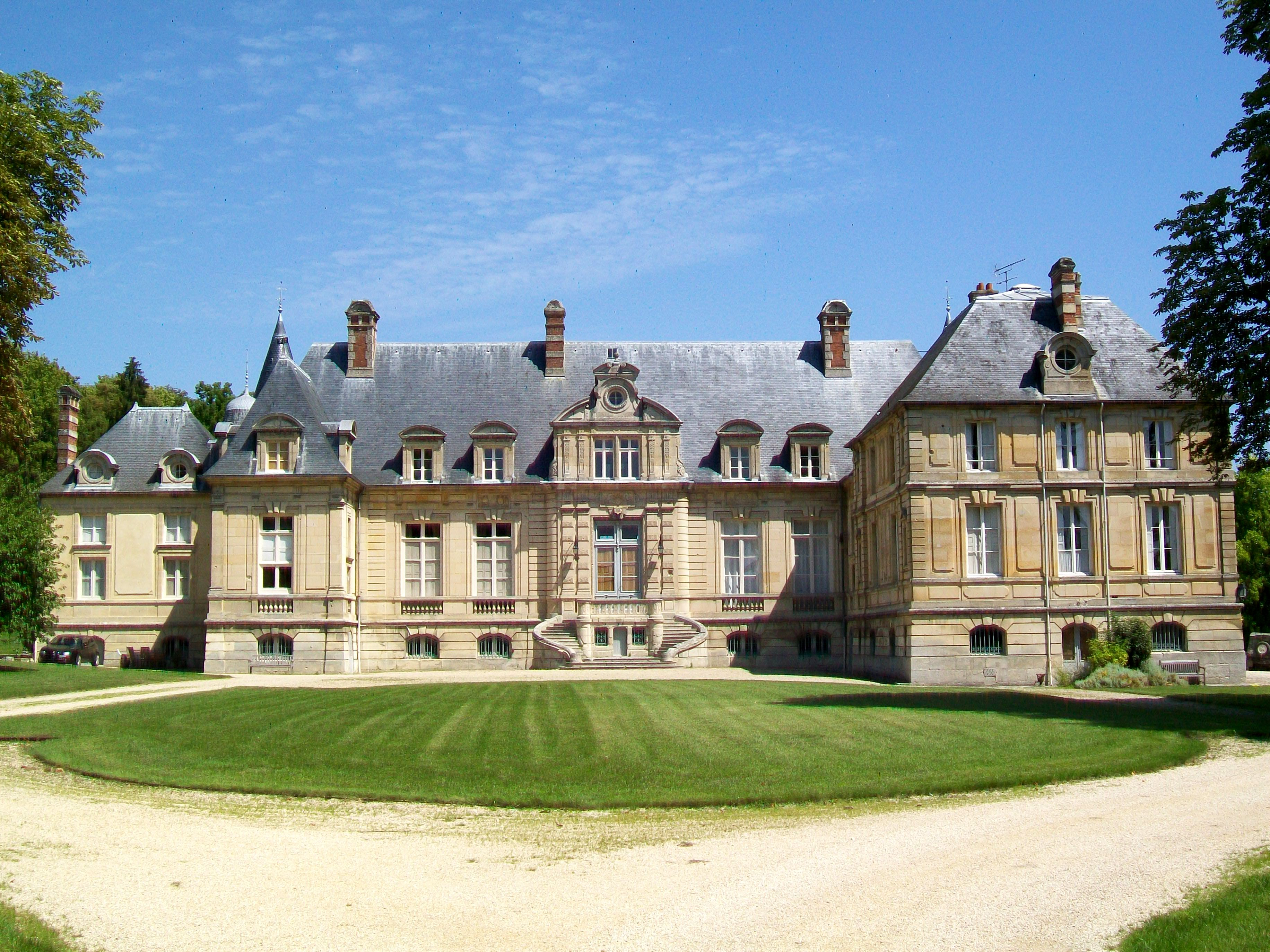
Schloss Morancy
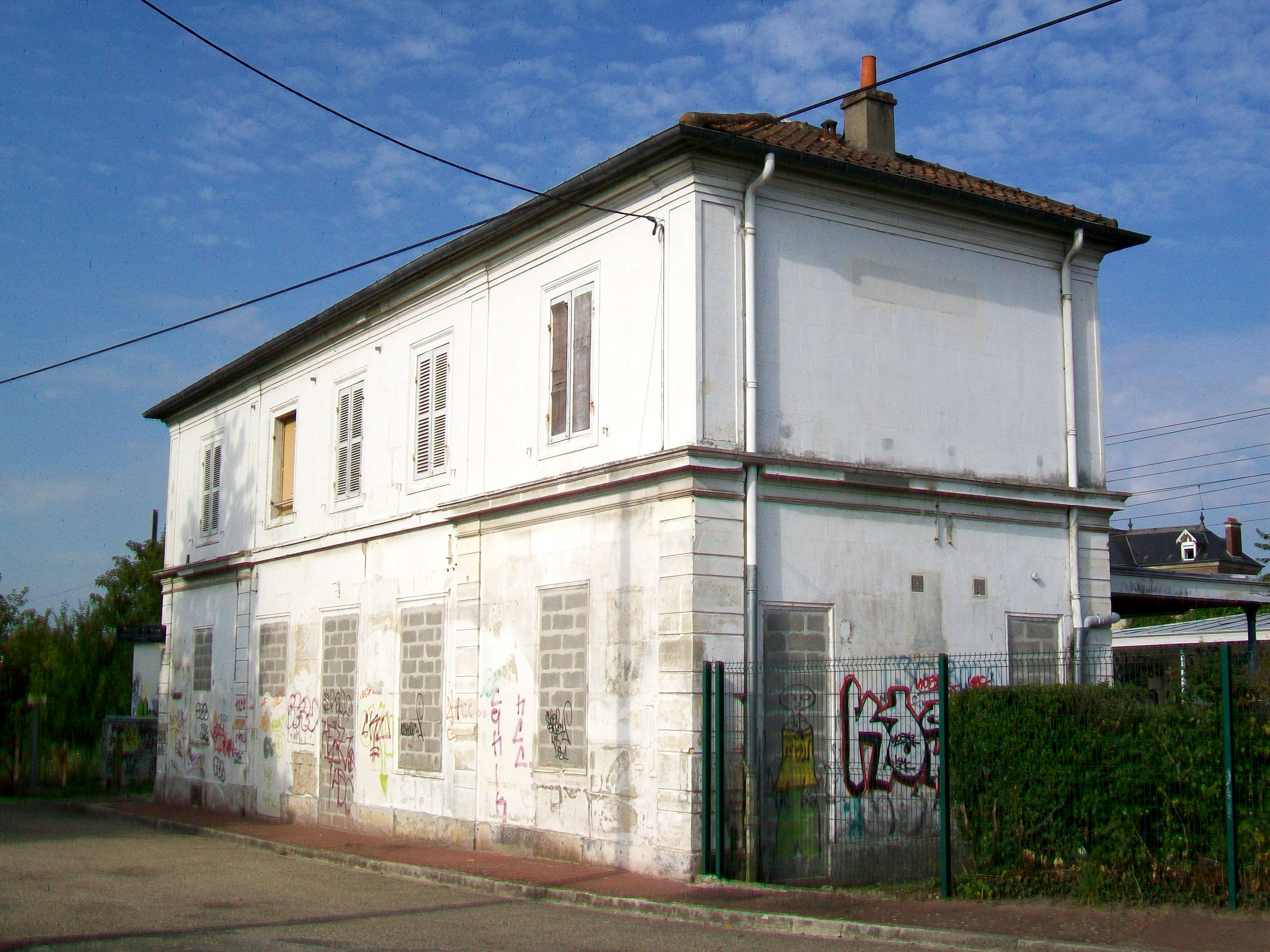
Bahnhof
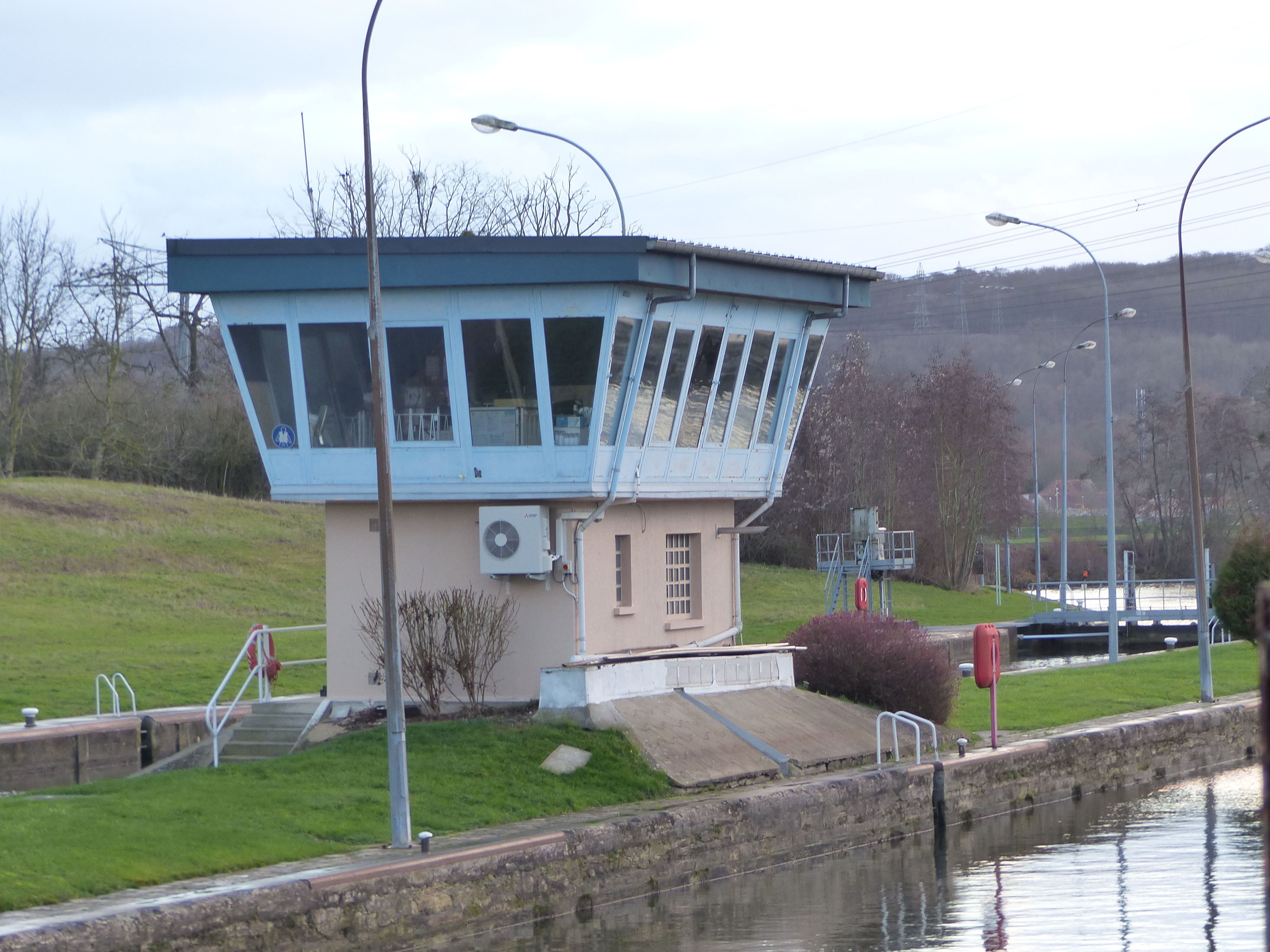
Schleusenhaus
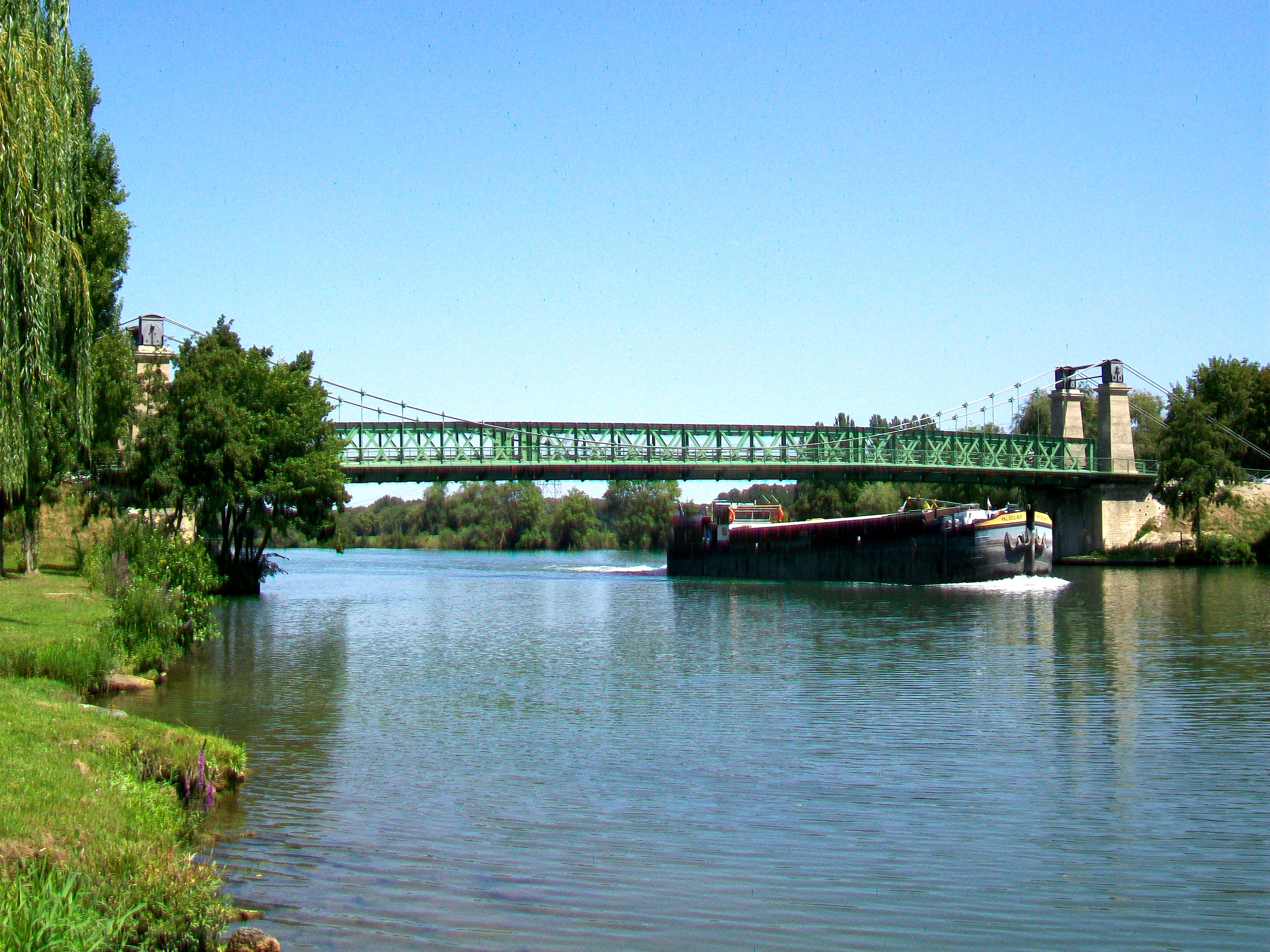
Oise-Brücke
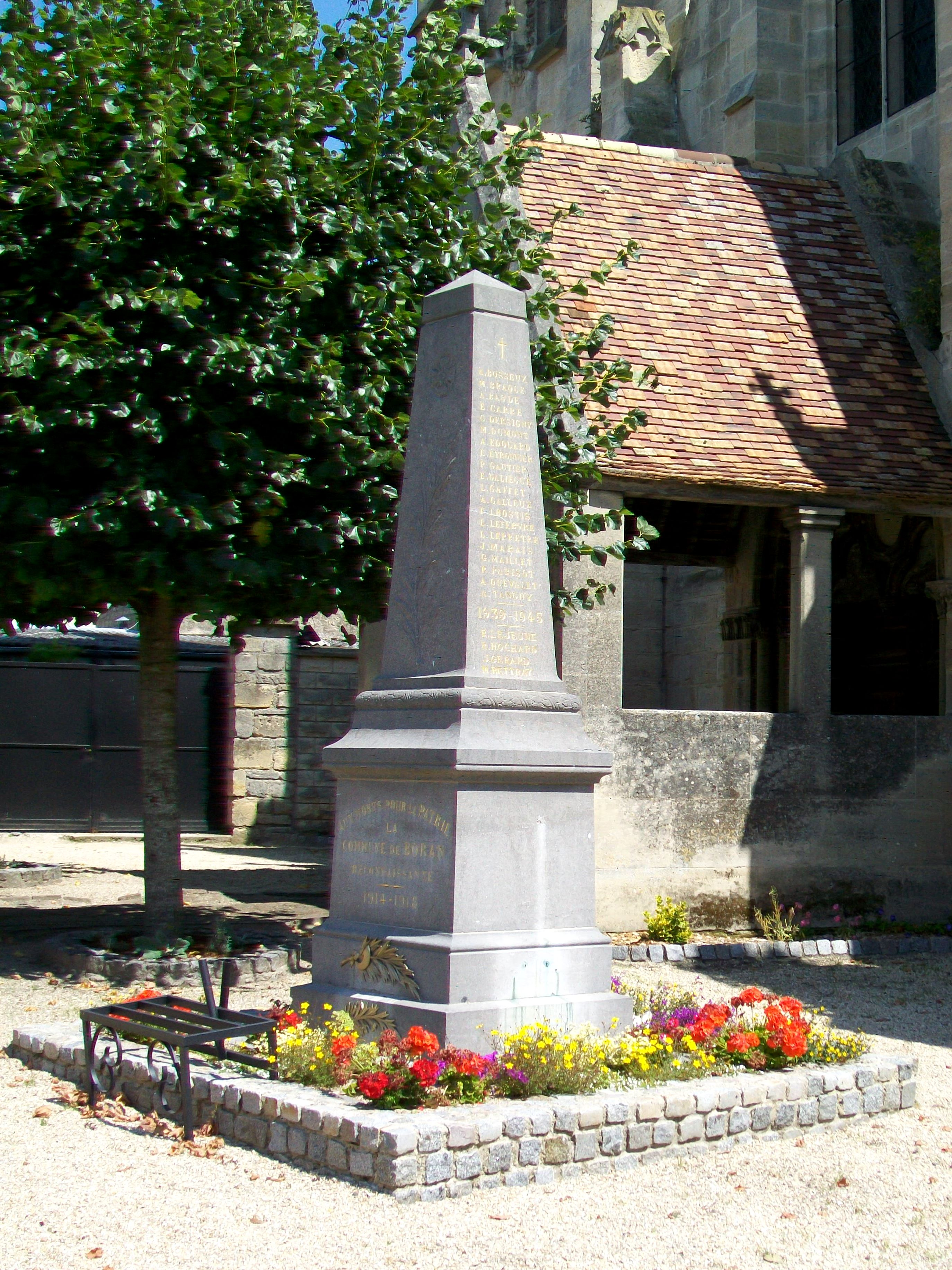
Gefallenendenkmal